# Cryphia modesta
Cryphia modesta är en fjärilsart som beskrevs av Moore 1881. Cryphia modesta ingår i släktet Cryphia och familjen nattflyn. Inga underarter finns listade i Catalogue of Life.